# Памятник Аркадию Гайдару
Памятник Аркадию Гайдару — памятник советскому детскому писателю Аркадию Гайдару. Установлен в 1974 году в Москве.
Адрес установки: г. Москва, улица Шкулёва, д. 2, на территории Дворца пионеров, ныне Дворца творчества детей и молодёжи имени А. П. Гайдара.

## История
Аркадий Петрович Гайдар (1904—1941) — советский писатель, журналист, киносценарист, военный корреспондент. Принимал участие в Гражданской и Великой Отечественной войнах. С 14 лет состоял в Красной армии. В годы Великой Отечественной войны был в действующей армии, работал корреспондентом газеты «Комсомольская правда». Убит в бою в 1941 году. Похоронен в украинском городе Каневе.
Памятник А. Гайдару установлен в Москве в 1974 году около Дворца творчества детей и молодёжи имени А. П. Гайдара. Авторы памятника: архитектор Ю. А. Мовчан, скульптор А. П. Шлыков. Памятник представляет собой скульптурную композицию, выполненную из шпиатра. Скульптуры установлены на постаменте, облицованном керамическими плитками. Скульптуры имеют серую окраску. В центре композиции размещена скульптура писателя в полный рост, с двух сторон стоят мальчик и девочка. Между мальчиком и писателем ведется разговор. Гайдар смотрит на мальчика. Девочка в матроске прислушивается к беседе. Гайдар одет в военную форму, через его левую руку переброшен и свисает плащ. Одна рука писателя находится в кармане брюк, палец второй руки заведен за ремень. На голове Аркадия Петровича надета папаха. На голове мальчика надета шапка-будёновка.

## Технические данные
Скульптуры памятника Аркадию Гайдару выполнены из шпиатра, установлены на бетонном облицованном постаменте. Территория вокруг памятника благоустроена.